# Günter Ulbert
Günter Ulbert (* 20. Juni 1930 in Augsburg; † 27. Mai 2021) war ein deutscher Provinzialrömischer Archäologe. Ulbert leistete bedeutende Beiträge zur römischen Provinz Raetia, zu römischen Militärlagern und zur Spätantike der Region.

## Werdegang
Bereits als Schüler hatte Günter Ulbert in Augsburg bei Ludwig Ohlenroth an Ausgrabungen teilgenommen. Er studierte an der Universität München Vor- und Frühgeschichte (Nebenfächer Klassische Archäologie sowie Alte Geschichte) bei Joachim Werner. Ein eigenständiger Studiengang Provinzialrömische Archäologie existierte zu dieser Zeit noch nicht. Im Wintersemester 1956/57 wurde er dort mit der Dissertation Die frührömischen Kastelle Aislingen und Burghöfe promoviert. Im Mai 1957 wurde er wissenschaftlicher Assistent am Münchner Vorgeschichtsinstitut. Es folgte die Habilitation im Sommersemester 1964 mit dem Thema Die römische Militärstation auf dem Lorenzberg bei Epfach. Beiträge zur Archäologie und Geschichte des Voralpenlandes während der römischen Okkupation.
Nach einer Tätigkeit als Privatdozent wurde er 1965 zum Universitätsdozenten ernannt, 1966 zum wissenschaftlichen Rat. Anfang Mai 1969 wurde ihm die Stelle eines Direktors der römischen Abteilung im Römisch-Germanischen Zentralmuseum in Mainz als Nachfolger von Hans Klumbach angeboten. Noch im selben Monat verlieh die Universität Ulbert den Titel eines außerplanmäßigen Professors. Auf Werners Initiative wurde am Institut für Vor- und Frühgeschichte eine Abteilung für Provinzialrömische Archäologie eingerichtet, mit deren Leitung Ulbert beauftragt wurde. Die Abteilung erhielt im Wintersemester 1969/70 volles Promotionsrecht.
Ulbert gelang es in seiner Zeit als Lehrstuhlinhaber, das Profil des Faches wesentlich zu schärfen und es sinnvoll zwischen den Nachbardisziplinen Vor- und Frühgeschichte, Alte Geschichte und Klassische Archäologie einzubetten. Gegenstand seiner Forschung und Lehre waren die römischen Militärlager in den Provinzen des römischen Reichs mit Schwerpunkt im Voralpenraum. Bei seiner Arbeit legte er besonderen Wert auf die Auswertung der Kleinfunde als Quellengattung, weshalb die Publikationen meist ausführliche Katalogteile aufweisen. Ulbert legte großen Wert auf die Lehre und führte 29 Studenten zur Promotion, darunter etwa Archäologen wie Siegmar von Schnurbein (1970), Wolfgang Czysz (1971), Michael Mackensen (1976/1977, Habilitation 1991/1992), Thomas Fischer (1978), Hans-Peter Kuhnen (1981/82), Gerhard Weber (1982), C. Sebastian Sommer (1985), Werner Zanier (1988) oder Michaela Konrad (1991).
Neben der Lehr- und Forschungstätigkeit war Günter Ulbert als Fachgutachter für die Deutsche Forschungsgemeinschaft tätig. Seit 1986 war er Mitglied im Fachausschuss Madrid des Deutschen Archäologischen Instituts. Ulbert setzte sich weiterhin für die denkmalgerechte Präsentation einiger Römerstätten ein, so in Ladenburg (Lopodunum) und für den Archäologischen Park Cambodunum.
Seinen Lehrbetrieb als aktiver Professor beendete Ulbert im Wintersemester 1992/93. Es folgte eine Tätigkeit als Geschäftsführer der Kommission zur Erforschung des spätrömischen Raetien der Bayerischen Akademie der Wissenschaften.
Günter Ulbert ist der ältere Bruder des Christlichen Archäologen Thilo Ulbert.

## Schriften (Auswahl)
- Die römischen Donau-Kastelle Aislingen und Burghöfe (= Limesforschungen. Band 1, ISSN 0417-3368). Gebr. Mann, Berlin 1959 (Digitalisat).
- Die römische Keramik aus dem Legionslager Augsburg-Oberhausen (= Materialhefte zur bayerischen Vorgeschichte. Band 14, ZDB-ID 534018-4). Lassleben, Kallmünz/Opf. 1960.
- Der Lorenzberg bei Epfach. Die frührömische Militärstation (= Veröffentlichungen der Kommission zur Archäologischen Erforschung der Spätrömischen Raetien der Bayerischen Akademie der Wissenschaften. Band 3; = Münchner Beiträge zur Vor- und Frühgeschichte. Band 9, ISSN 0580-1435). Beck, München 1965 (zugleich: Habilitationsschrift, Universität München 1964).
- Römische Waffen des 1. Jahrhunderts n. Chr. (= Kleine Schriften zur Kenntnis der römischen Besetzungsgeschichte Südwestdeutschlands. Nummer 4, ZDB-ID 236356-2). Gesellschaft für Vor- und Frühgeschichte in Württemberg und Hohenzollern e. V., Stuttgart 1968.
- Das frührömische Kastell Rheingönheim. Die Funde aus den Jahren 1912 und 1913 (= Limesforschungen. Band 9). Gebr. Mann, Berlin 1969.
- Das römische Donau-Kastell Risstissen. Teil 1: Die Funde aus Metall, Horn und Knochen (= Urkunden zur Vor- und Frühgeschichte aus Südwürttemberg-Hohenzollern. Band 4, ZDB-ID 145914-4). Müller & Gräff, Stuttgart 1970.
- als Herausgeber mit Georg Kossack: Studien zur vor- und frühgeschichtlichen Archäologie. Festschrift für Joachim Werner zum 65. Geburtstag (= Münchner Beiträge zur Vor- und Frühgeschichte. Band 1). 2 Teile (Teil 1: Allgemeines, Vorgeschichte, Römerzeit. Teil 2: Frühmittelalter). C. H. Beck, München 1974, ISBN 3-406-00344-3.
- mit Wolfgang Czysz, Hartmut Kaiser und Michael Mackensen: Die römische Keramik aus dem Vicus Wimpfen im Tal (Kreis Heilbronn) (= Forschungen und Berichte zur Vor- und Frühgeschichte in Baden-Württemberg. Band 11). Konrad Theiss, Stuttgart 1981, ISBN 3-8062-0761-5.
- mit Thomas Fischer: Der Limes in Bayern. Von Dinkelsbühl bis Eining. Theiss, Stuttgart 1983, ISBN 3-8062-0351-2.
- Cáceres el Viejo. Ein spätrepublikanisches Legionslager in Spanisch-Extremadura (= Madrider Beiträge. Band 11). Philipp von Zabern, Mainz 1984, ISBN 3-8053-0751-9.
- als Herausgeber mit Gerhard Weber: Konservierte Geschichte? Antike Bauten und ihre Erhaltung. Theiss, Stuttgart 1985, ISBN 3-8062-0450-0.
- Der Auerberg. Band 1: Topographie, Forschungsgeschichte und Wallgrabungen (= Münchener Beiträge zur Vor- und Frühgeschichte. Band 45). C. H. Beck, München 1994, ISBN 3-406-37500-6.
- mit Werner Zanier: Der Auerberg. Band 2: Besiedlung innerhalb der Wälle (= Münchener Beiträge zur Vor- und Frühgeschichte. Band 46). 2 Teilbände. C. H. Beck, München 1996–1997, ISBN 3-406-10750-8.

## Festschrift
- Wolfgang Czysz, Claus M. Hüssen, Hans P. Kuhnen, C. Sebastian Sommer, Gerhard Weber (Hrsg.): Provinzialrömische Forschungen. Festschrift für Günter Ulbert zum 65. Geburtstag (= Veröffentlichungen des Archäologischen Forschungszentrums Ingolstadt.). Verlag Marie Leidorf, Espelkamp 1995, ISBN 3-89646-000-5.